# Wielka Synagoga Miejska we Lwowie
Wielka Synagoga Miejska we Lwowie – nieistniejąca synagoga znajdująca się we Lwowie przy ulicy Boimów 54, historycznie i obecnie zwanej Starożydowską.
Synagoga została zbudowana w latach 1799–1800 na miejscu starszej synagogi. Konieczność budowy synagogi wynikała z tego, że użytkowana dotąd przez gminę żydowską synagoga Złotej Róży nie mogła pomieścić wystarczającej liczby wiernych.
Po ataku III Rzeszy na ZSRR i wkroczeniu Wehrmachtu do Lwowa 30 czerwca 1941, synagoga została spalona przez Niemców 14 sierpnia 1941 wraz z innymi lwowskimi synagogami.
Po zakończeniu wojny nie została odbudowana.